# Tipula olssoniana
Tipula olssoniana är en tvåvingeart som beskrevs av Alexander 1943. Tipula olssoniana ingår i släktet Tipula och familjen storharkrankar.
Artens utbredningsområde är Venezuela. Inga underarter finns listade i Catalogue of Life.